# クルミ・ミルク
クルミ・ミルクは、1980年代に活躍した女性お笑いコンビである。吉本興業に所属していた。

## メンバー
- クルミ
- ミルク

## 経歴
歌手を目指しスクールメイツに所属していたが、吉本興業に移籍し桂三枝の弟子になり、構成作家の萩原芳樹の下で笑いを教えたが上達が見られず、見本として若井小づえ・みどりの漫才を完全コピー（盗作）を事務所に見せた所、木村政雄に太鼓判を押され演芸番組に呼ばれる。オレたちひょうきん族の初期メンバーにも名を連ね、クルミが漫才中飛びながらツッコミを入れる「ジャンピング・ツッコミ」がビートたけしが番組で真似るにまでになったが、程なくして降板。
その後、ひょうきん族最終回前の総集編でクルミ・ミルクを探すと言うロケ企画が行われ、東京でミルクが見つかる。その後について聞かれると、降板後は寿引退で解散し主婦となったという。クルミのその後は不明。コンビ仲も、お互いの連絡先も知らないほどの仕事だけの間柄だったと語った。